# التباين الصرفي
التباين الصرفي: نسبة تكون بين المعنيين الصرفيّين اللذين لا يجتمعان في أيّ فرد من الأفراد أبدًا، وله صورتان:
1- التباين المقيَّد: ويكون في بعض السياقات دون بعض، كالتباين بين صيغتي الفعل المجرَّد والفعل المزيد، فقد تكون صيغتا المجرَّد والمزيد متباينتين في بعض السياقات، كما في الفعلين: (جَمَعَ واجْتَمَعَ)، وقد تكون هاتان الصيغتان متقاربتين، بأن تكون صيغة المجرَّد أعمَّ من صيغة المزيد، وتكون صيغة المزيد أخصَّ من صيغة المجرَّد، كما في الفعلين: (كَسَبَ واكْتَسَبَ)، فيكون الفرق بينهما على أساس منهج (العموم الصرفي).
2- التباين المطلق: ويكون في كلّ السياقات، لا في بعضها، كالتباين بين صيغتي اسم الفاعل واسم المفعول، فاسم الفاعل (مُنْذِر)، واسم المفعول (مُنْذَر)، متوافقان في المادَّة الاشتقاقيَّة، وفي معناها، ولكنَّهما متخالفان في الصيغة الصرفيَّة، فكان التباين بينهما بسبب اختلافهما في المعنى الصرفيّ، وهو معنى صيغة الكلمة.